# Lisa Bormann-Rajes
Lisa Rajes (* 3. Juli 1990) ist eine deutsche Handballspielerin, die seit mehrere Spielzeiten dem Kader des Bundesligisten HSG Blomberg-Lippe angehört.

## Karriere
Rajes begann ihre Karriere bei der niedersächsischen HSG Bruchhausen-Vilsen/Asendorf und wechselte später zum TV Oyten in den Landkreis Verden, mit welchem sie in der Jugend die Norddeutsche Meisterschaft erreichte. In ihrer ersten Saison bei der ersten Mannschaft gelang der Aufstieg zur Saison 2007/08 in die 2. Bundesliga. Nach dem direkten Abstieg zurück in die Regionalliga, wechselte sie zur Saison 2009/10 zur HSG-Blomberg-Lippe in die Bundesliga. Bereits zur nächsten Saison ging es dann zum TV Oyten zurück, welcher mittlerweile wieder in die 2. Bundesliga aufgestiegen war, am Ende der Saison jedoch in die neue 3. Liga abstieg. Dort verblieb sie dann noch einmal bis zum Ende der Spielzeit 2012/13, nach derer sie bis zur Saison 2015/16 wieder zur HSG Blomberg-Lippe zurückkehrte, von dort aus ging es für sie ein weiteres Mal nach Oyten, wo sie dann bis zum Ende der Saison 2019/20, inklusive einer Schwangerschaftspause im Jahr 2018, aktiv war. Ab der Saison 2020/21 spielte sie wieder in Blomberg. Nach der Saison 2023/24 beendete sie ihre Karriere. Nach einer schweren Verletzung von Amber Verbraeken kehrte sie nochmals in den Kader der HSG Blomberg-Lippe zurück. Im Sommer 2025 wird sie Blomberg verlassen und zurück zum Regionalligisten TV Oyten wechseln.